# Siebe Schrijvers
Siebe Schrijvers (ur. 18 lipca 1996 w Peer) – belgijski piłkarz grający na pozycji napastnika. Od 2021 roku zawodnik Oud-Heverlee Leuven.

## Życiorys
Jest wychowankiem KRC Genk. W czasach juniorskich trenował także w Racingu Peer. 19 lipca 2012 został włączony do seniorskiego zespołu Genku. W 2013 roku zdobył wraz z klubem puchar kraju. W Eerste klasse zadebiutował 19 października 2013 w wygranym 4:0 meczu z Lierse SK. W 75. minucie tego meczu zdobył swojego debiutanckiego gola. Od 1 stycznia 2016 do 18 stycznia 2017 przebywał na wypożyczeniu w Waasland-Beveren. 1 lipca 2018 odszedł za 3 miliony euro do Club Brugge.